# Michel Hazanavicius
Michel Hazanavicius (* 29. března 1967 Paříž) je francouzský filmový režisér a scenárista. Začínal koncem osmdesátých let, svůj krátký film Derrick kontra Superman představil v roce 1992, ale svůj celovečerní debut v podobě filmu La Classe américaine představil až v roce 1993. V roce 1999 natočil snímek Mes Amis, který však nebyl příliš úspěšný. Roku 2004 se podílel na scénaři ke snímku Daltoni. Za svůj film Umělec z roku 2011 získal mnoho ocenění, například Oscar za nejlepší režii. Mezi jeho další filmy patří Agent 117 (2006), OSS 117: Ztracen v Riu (2009) nebo jedna povídka z cyklu Nevěrníci (2012). Jeho zatím poslední film je Hledání z roku 2014.